# Сюндюковы
Сюндюковы — старинный ногайский мурзинский род (из рода мангыт). 

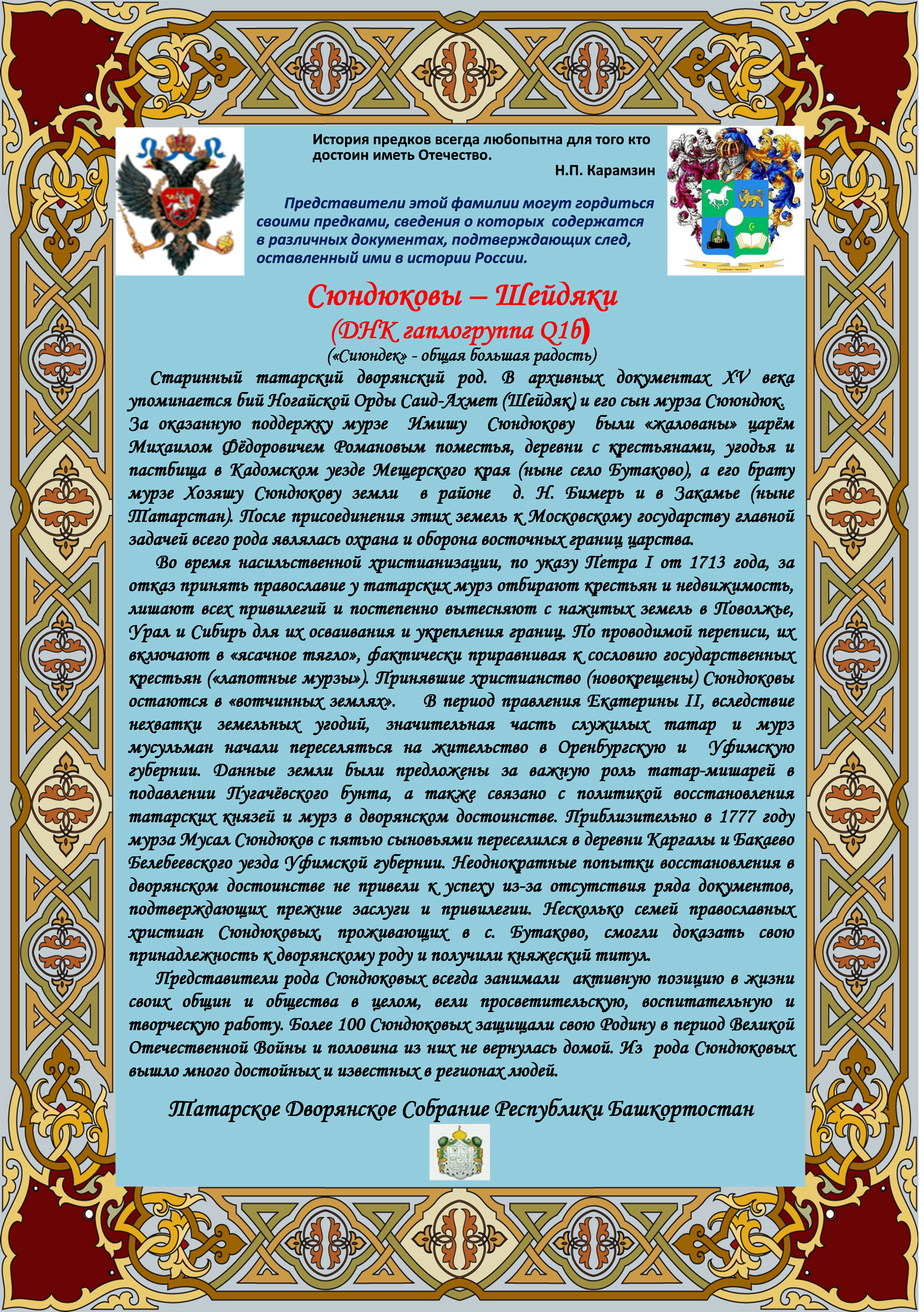

## Происхождение рода
Основоположником является мурза Сююндюк - (старотатарский язык, перевод - " всеобщая большая радость "), любимый сын бия Ногайской Орды Сайид Ахмад-бия Шейдяка- (старотатарский язык, перевод - " самозабвенный ") (потомок темника Золотой Орды Едигея).
В архивных документах начала XVI века упоминается мурза СЮЮНДЮК, потомок беклярибека Едигея - основателя Ногайской Орды, который в 1532-1535 годах в составе Дипломатической миссии представлял интересы Ногайского Царства в Московском Княжестве. В 1552-1562 годах служат русскими гонцами Яныш и Нагай Сюндюковы. В середине XVI века имеются записи о татарах Хузяше Сюндюкове  с сыновьями из Казанского уезда, Ишейе и Михаиле из Новгорода, мурзах Ишиме и Умрали Сюндюковых из Темниковского уезда и др. Все они владеют поместьями и землями, пожалованными царём за верную службу.
 Представители рода участвуют в защите южных границ государства, в военных походах против Ливонии, Швеции, Польши, Казани. Один из представителей рода возглавлял национально - освободительное Движение в Казанском уезде в 1609-1616 годах. В период "смутного" времени значительная часть темниковских татар выступила на стороне правительства, участвуя в народном ополчении. Большую роль в служении первому царю из династии Романовых оказала мишарская знать: Еникеевы, Терегуловы, Мамлеевы, Сюндюковы, Дивеевы, Яфаевы и др.
 
В середине XVI века Сююндюк обосновался в Мещерском крае наряду с Дивеевыми, Терегуловыми, Еникеевыми, Мамлеевыми, Бахтыгозиными, Тонкачевыми, Ненюковыми, Семенеевыми, Долотказиными, Бигильдеевыми, Енгалычевыми, Бигловыми, Ишеевыми  и другими мурзами и князьями. В писцовых книгах (1620—1621 гг.) сохранилась жалованная грамота на Кадомское поместье, выданная царём Михаилом Фёдоровичем мурзе Имишу сыну Сююндюка за оказанную большую военную поддержку в период смуты.

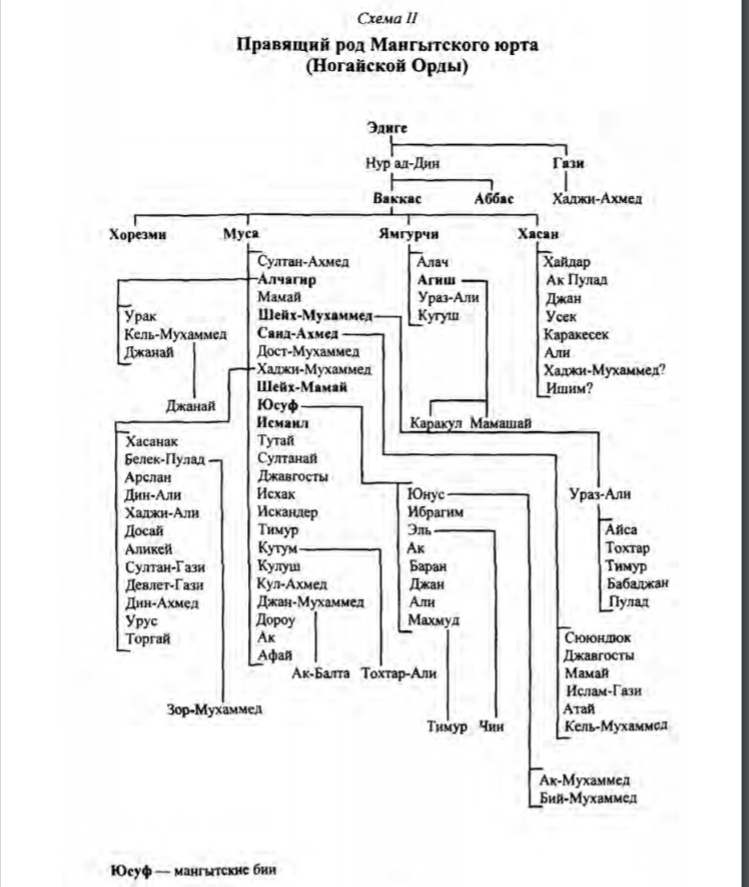

## Генетический паспорт
Исследование ДНК Y-хромосомы представителей ногайских мурз Сюндюковых  выявило у них гаплогруппу Q1b.

## История рода
Под давлением церкви, указом от 1628 г., Михаил Фёдорович нанёс первый удар по сословиям. Ногайским мурзам и служилым людям, которые в своё время оказали поддержку и доказали свою преданность, он запретил состоятельным мусульманам владеть крепостными христианами. Указы последующих царей ещё больше ограничивали права татарского народа, сохранявшего свою веру. 
В 1650 г. один из сыновей мурзы Имиша — Смолян принимает крещение под именем Ларион с отчуждением части отцовской недвижимости. Ему присваивают титул князя и дают должность стольника. Он является основателем православной ветви дворян Сюндюковых. Из документов видно, что православие принимает ещё один из сыновей и внуков Имиша. Как и положено служилым людям, потомки Смоляна в дальнейшем служат в сухопутных полках (драгунами, рейтарами) и в морском корабельном флоте. Один из потомков мурзы окончил морскую академию и прошёл путь от гардемарина до капитан-лейтенанта, участвуя в различных военных походах, в компаниях на Балтийском флоте, в Семилетней войне. Было немало тех, кто по воинской стезе дослужился до офицерских чинов, а на гражданской службе стали титулярными советниками, губернскими секре-тарями, судьями в уездных судах .
Последний же удар нанёс царь — Пётр I. Своим указом от 1713 г. он поставил мурзам и князьям условие — или принять православную веру, или, несмотря на все заслуги, лишиться поместий, крестьян, льгот и быть переведёнными в податное сословие. К такому радикальному решению подтолкнуло и то, что к тому времени Пётр I уже создал регулярную армию, отказавшись от служилых людей. Этим он лишил последних основного источника получения земли, а следовательно, и достойной жизни. Во время насильственной христианизации, по указу Петра I от 1713 года за отказ принять православие, у татарских мурз отбирают имущество, земли, крестьян. По проводимой переписи их включают в ясачное тягло, лишают всех привилегий. Такая участь постигла и потомков мурзы Имиша Сюндюкрва из д. Бутаково Темниковского уезда. В 1774 году выступая против политики правительства, войсковой старшина Максют Сюндюков с отрядом участвует в Пугачёвском восстании.
После принятия Екатериной II-й «Жалованной грамоты дворянству», капитан Пётр Фёдорович Сюндюков в 1795 г. представил выписки из жалованных грамот и писцовых книг о наделении недвижимостью его предков, об их службе и другие необходимые документы. Вследствие чего, 23 июля 1795 г. православная ветвь рода Сюндюковых была утверждена в дворянском достоинстве и внесена в 6 часть Родословной книги Дворянского собрания Тамбовской губернии. Основная же часть потомков мурзы Имиша Сюндюкова оставалась в вере отцов — исламе, они занимались сельским хозяйством, служили. В мирное время, как дворянское сословие, находились в состоянии военнообязанных, а в военное — участвовали в отражении набегов степняков и завоевательных походах. 
Одним из тех, которые не пошли на сделку с совестью, не польстились материальными благами, был и внук мурзы Бикбая Сюндюкова — Чапкун. Из отписных книг Кадомского уезда видно, что 9 марта 1715 г. у него в д. Бутаково «на Великого Государя отписано три крестьянских двора и крепостных крестьян в количестве 25 душ православного исповедания, хотя и не лишены прав дворянства». Через 60 лет, когда выросло ещё два поколения, жизненные условия становятся сильно стеснёнными, начинается поиск новых мест обитания. В 1773 г. было подписано соглашение с башкирами — вотчинниками на аренду земли по речке Каргалке Белебеевского уезда. Вместе с мурзами  Еникеевыми, Терегуловыми его подписал и Мурсалим Мусалов сын Сюндюков.

## Переселение рода
К началу XVII в. представители рода проживали в д. Бутаково Темниковского уезда. В это же время часть представителей рода перешла на жительство в Казанский уезд. В начале XVII в. служилый татарин Ишей Хозяшев сын Сюндюков имел в своем владении в Казанском уезде 413 четвертей пашенной земли, 125 дес. сенокосных угодий, 20 дес. леса. Его денежный оклад составлял 10 рублей. После Еналеевского восстания 1615-1616 годов Емею Хозяшеву сыну Сюндюкову за его службу были пожалованы «изменничье Еналеиково поместья и вотчины Еммаметова». Известно также, что Емеевское поместье было и в д. Нижние Бимери. В 1691 г. представители рода были пожалованы 6205 дес. земли в районе д. Альметево Казанского уезда (ныне д. Старое Альметево Октябрьского района РТ). Во второй половине XVII в. часть рода Сюндюковых была переведена в Уфимский уезд и проживала в д. Кулаево Осинской дороги. Казанская ветвь рода Сюндюковых в XVIII-XIX вв. проживала в деревнях Усманово (Стерля тож) Бугульминского уезда Оренбургской губернии (ныне Азнакаевский район РТ), Старый Студенец Ногайской дороги и Кульбаево-Мараса Чистопольского уезда Казанской губернии (ныне Октябрьский район РТ). В частности во время 2-й ревизии 1746-1747 гг. в д. Кулбаево Казанского уезда записаны Сунчалей мурза Умралеев сын Сюндюков с детьми Рахманкулом, Субханкулом, Юнусом. У проживавших в середине XVIII в. в д. Тавиле Ходяшево служилых татар Сюндюковых имелись дворовые люди, доставшиеся им от деда Бектемира Ермакова сына Сюндюкова. Темниковская же ветвь рода XVII-XVIII вв. продолжала проживать в д. Бутаково. У Ишима мурзы Сюндюкова поместье располагалось в той же деревне. Имелись крепостные и дворовые крестьяне. В 1715 г. у не пожелавших креститься мурз Сюндюковых земельные владения и крестьяне (тири крестьянских двора с 24 душами обоего пола - все православные) были «отписаны на Великого государя». Во второй половине XVIII в. темниковская ветвь Сююндюковых выселилась в Оренбургскую губернию. В XIX-XX вв. мурзы Сюндюковы проживали в д. Каргалы Уфимского уезда (ныне Благоварский район РБ).
В 1777 г. первая партия переселенцев прибыла на место жительства (ныне Благоварский район РБ).К 1782 г. фактически переселились 42 двора. Почти все переехавшие были между собой родственниками или близкими знакомыми. Второй семьёй из рода Сюндюковых был отец Мурсалима Мусал мурза Чапкунов сын Сюндюков с семьёй. По ревизии 1795 г. в д. Каргалы семья состояла из 14 человек . Брат Мусала — Рамазан мурза Чапкунов сын Сюндюков остался в д. Бутакове Темниковского уезда, потомки которого и сегодня там проживают. 
Примерно через те же 60 лет, теперь уже в д. Новые Каргалы, наступает «земельная теснота». Создаются предпосылки для борьбы за передел земли и поиска новых территорий проживания. В результате одна из ветвей семьи Сюндюковых — Курмая Мусалова, не желая включаться в имущественные раздоры, решает переехать на новое место — в д. Бакаево Уфимского уезда (ныне Кушнаренковский район РБ)….

## Видные представители рода
Из рода мурзы Сююндюка вышли такие известные не только ногайскому но и всему тюркскому миру видные деятели как Максуди и Садри Максуди, Адиха Аида.